# Mar Sutra (6. Generation)
Mar Sutra (auch Mar Sutra I. oder Mar Zutra I.; Mar = aramäisch Herr; gest. 417) war ein babylonischer Amoräer der 6. Generation und lebte und wirkte im 4. und 5. nachchristlichen Jahrhundert.
Er war ein Freund und Studiengenosse Aschis. Gemäß Scherira war Mar Sutra einige Zeit vor seinem Tod Oberhaupt der Gelehrtenschule in Pumbedita als Nachfolger Kahanas.
Mar Sutra starb im Jahre 417.